# Stegonotus diehli
Espèce

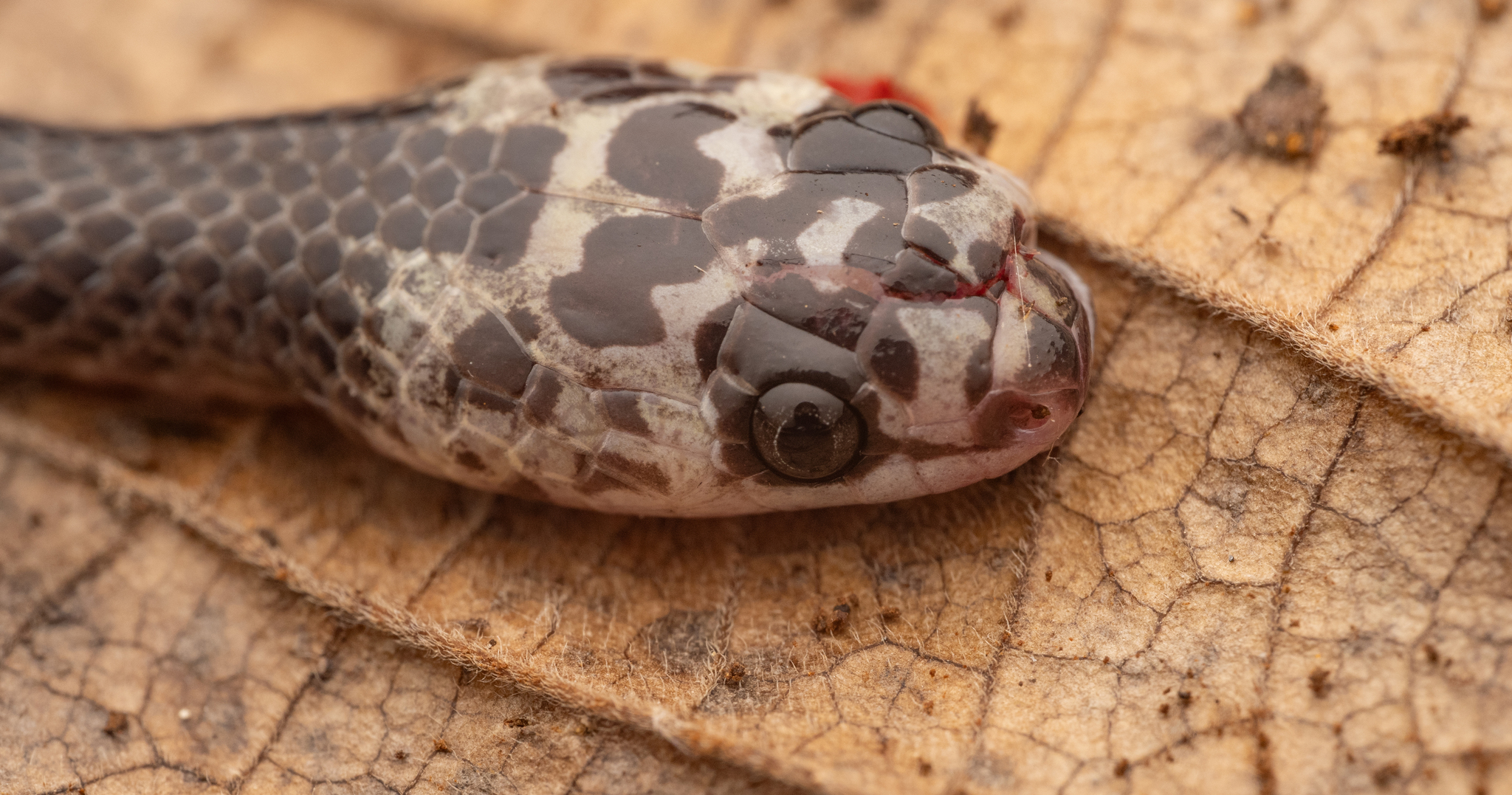
photo d'un spécimen de l'espèce Stegonotus diehli

Stegonotus diehli  est une espèce de serpents de la famille des Colubridae.

## Répartition
Cette espèce est endémique de Nouvelle-Guinée.

## Étymologie
Cette espèce est nommée en l'honneur de Wilhelm Diehl (1874-1940).

## Publication originale
- Lindholm, 1905 : Über einige Eidechsen und Schlangen aus Deutsch-Neuguinea. Jahrbücher des Nassauischen Vereins für Naturkunde, vol. 58, p. 227-240 (texte intégral).